# Nowe Osiedle (Zadąbrowie)
Nowe Osiedle – część wsi Zadąbrowie w Polsce, położona w województwie podkarpackim, w powiecie przemyskim, w gminie Orły, w sołectwie Zadąbrowie.
W latach 1975–1998 osada położona była w województwie przemyskim.